# Tony Awards 1963
Die Verleihung der 17. Tony Awards 1963 (17th Annual Tony Awards) fand am 28. April 1963 im Imperial Ballroom des Americana Hotel in New York City statt. Moderatoren der Veranstaltung waren Abe Burrows und Robert Morse. Ausgezeichnet wurden Theaterstücke und Musicals der Saison 1962/63, die am Broadway ihre Erstaufführung hatten. Die Preisverleihung wurde vom Sender WWOR-TV auf Channel 9 im Fernsehen übertragen.

## Hintergrund
Die Antoinette Perry Awards for Excellence in Theatre, oder besser bekannt als Tony Awards, werden seit 1947 jährlich in zahlreichen Kategorien für herausragende Leistungen bei Broadway-Produktionen und -Aufführungen der letzten Theatersaison vergeben. Zusätzlich werden verschiedene Sonderpreise, z. B. der Regional Theatre Tony Award, verliehen. Benannt ist die Auszeichnung nach Antoinette Perry. Sie war 1940 Mitbegründerin des wiederbelebten und überarbeiteten American Theatre Wing (ATW). Die Preise wurden nach ihrem Tod im Jahr 1946 vom ATW zu ihrem Gedenken gestiftet und werden bei einer jährlichen Zeremonie in New York City überreicht.

## Gewinner und Nominierte

### Theaterstücke
| Kategorie                            | Preisträger                     | Theaterstück                               | Nominierungen |
| Bestes Theaterstück                  | Edward Albee                    | Who's Afraid of Virginia Woolf?            | - A Thousand Clowns – Herb Gardner - Mother Courage and Her Children – Bertolt Brecht - Tchin-Tchin – Sidney Michaels                                                                                |
| Bester Produzent Theaterstück        | Richard Barr und Clinton Wilder | Who's Afraid of Virginia Woolf?            | - The Actors Studio Theatre – Strange Interlude - Cheryl Crawford und Jerome Robbins – Mother Courage and Her Children - Paul Vroom, Buff Cobb und Burry Fredrik – Too True to Be Good               |
| Bester Hauptdarsteller Theaterstück  | Arthur Hill                     | Who's Afraid of Virginia Woolf? als George | - Charles Boyer in Lord Pengo als Lord Pengo - Paul Ford in Never Too Late als Harry Lambert - Bert Lahr in The Beauty Part als Various Characters                                                   |
| Beste Hauptdarstellerin Theaterstück | Uta Hagen                       | Who's Afraid of Virginia Woolf? als Martha | - Hermione Baddeley in The Milk Train Doesn't Stop Here Anymore als Flora Goforth - Margaret Leighton in Tchin-Tchin als Pamela Pew-Pickett - Claudia McNeil in Tiger, Tiger Burning Bright als Mama |
| Bester Nebendarsteller Theaterstück  | Alan Arkin                      | Enter Laughing als David Kolowitz          | - Barry Gordon in A Thousand Clowns als Nick Burns - Paul Rogers in Photo Finish als Reginald Kinsale, Esq. - Frank Silvera in The Lady of the Camellias als M. Duval                                |
| Beste Nebendarstellerin Theaterstück | Sandy Dennis                    | A Thousand Clowns als Sandra Markowitz     | - Melinda Dillon in Who's Afraid of Virginia Woolf? als Honey - Alice Ghostley in The Beauty Part als Various Characters - Zohra Lampert in Mother Courage and Her Children als Kattrin              |
| Beste Theaterregie                   | Alan Schneider                  | Who's Afraid of Virginia Woolf?            | - George Abbott – Never Too Late - John Gielgud – The School for Scandal - Peter Glenville – Tchin-Tchin                                                                                             |

### Musicals
| Kategorie                         | Preisträger                                                                        | Musical                                                      | Nominierungen |
| Bestes Musical                    | Burt Shevelove und Larry Gelbart (Buch) und Stephen Sondheim (Musik und Liedtexte) | A Funny Thing Happened on the Way to the Forum               | - Little Me - Oliver! - Stop the World – I Want to Get Off |
| Bester Produzent Musical          | Harold Prince                                                                      | A Funny Thing Happened on the Way to the Forum               | - Cy Feuer und Ernest Martin – Little Me - David Merrick und Donald Albery – Oliver! |
| Bester Hauptdarsteller Musical    | Zero Mostel                                                                        | A Funny Thing Happened on the Way to the Forum als Pseudolus | - Sid Caesar in Little Me als Various Characters - Anthony Newley in Stop the World – I Want to Get Off als Littlechap - Clive Revill in Oliver! als Fagin                                                                          |
| Beste Hauptdarstellerin Musical   | Vivien Leigh                                                                       | Tovarich als Tatiana                                         | - Georgia Brown in Oliver! als Nancy - Nanette Fabray in Mr. President als Nell Henderson - Sally Ann Howes in Brigadoon als Fiona MacLaren                                                                                         |
| Bester Nebendarsteller Musical    | David Burns                                                                        | A Funny Thing Happened on the Way to the Forum als Senex     | - Jack Gilford in A Funny Thing Happened on the Way to the Forum als Hysterium - David Jones in Oliver! als The Artful Dodger - Swen Swenson in Little Me als George Musgrove                                                       |
| Beste Nebendarstellerin Musical   | Anna Quayle                                                                        | Stop the World – I Want to Get Off als Various Characters    | - Ruth Kobart in A Funny Thing Happened on the Way to the Forum als Domina - Virginia Martin in Little Me als Young Belle Poitrine - Louise Troy in Tovarich als Natalia Mayovskaya                                                 |
| Bester Autor                      | Burt Shevelove und Larry Gelbart                                                   | A Funny Thing Happened on the Way to the Forum               | - Lionel Bart – Oliver! - Leslie Bricusse und Anthony Newley – Stop the World – I Want to Get Off - Neil Simon – Little Me |
| Beste Originalmusik               | Lionel Bart                                                                        | Oliver!                                                      | - Stop the World – I Want to Get Off – Anthony Newley (Musik) und Leslie Bricusse (Liedtexte) - Little Me – Cy Coleman (Musik) und Carolyn Leigh (Liedtexte) - Bravo Giovanni – Milton Schafer (Musik) und Ronny Graham (Liedtexte) |
| Bester Dirigent und Musikdirektor | Donald Pippin                                                                      | Oliver!                                                      | - Jay Blackton – Mr. President - Anton Coppola – Bravo Giovanni - Julius Rudel – Brigadoon |
| Beste Musicalregie                | George Abbott                                                                      | A Funny Thing Happened on the Way to the Forum               | - Peter Coe – Oliver! - John Fearnley – Brigadoon - Cy Feuer und Bob Fosse – Little Me |

### Theaterstücke oder Musicals
| Kategorie           | Preisträger    | Theaterstück bzw. Musical | Nominierungen |
| Bestes Bühnenbild   | Sean Kenny     | Oliver!                   | - Will Steven Armstrong – Tchin-Tchin - Anthony Powell – The School for Scandal - Franco Zeffirelli – The Lady of the Camellias |
| Beste Bühnentechnik | Solly Pernick  | Mr. President             | - Milton Smith – Beyond the Fringe                                                                                              |
| Beste Choreographie | Bob Fosse      | Little Me                 | - Carol Haney – Bravo Giovanni                                                                                                  |
| Beste Kostüme       | Anthony Powell | The School for Scandal    | - Marcel Escoffier – The Lady of the Camellias - Robert Fletcher – Little Me - Motley – Mother Courage and Her Children         |

### Sonderpreise (ohne Wettbewerb)
| Kategorie          | Preisträger | Grund der Preisverleihung |
| Special Tony Award | Harold Prince, A Funny Thing Happened on the Way to the Forum                                                                                               | Harold Prince, A Funny Thing Happened on the Way to the Forum                                                                                               |
| Special Tony Award | Irving Berlin, for his distinguished contribution to the musical theatre for these many years.                                                              | Irving Berlin, for his distinguished contribution to the musical theatre for these many years.                                                              |
| Special Tony Award | Alan Bennett, Peter Cook, Jonathan Miller und Dudley Moore, für Beyond the Fringe, for their brilliance which has shattered all the old concepts of comedy. | Alan Bennett, Peter Cook, Jonathan Miller und Dudley Moore, für Beyond the Fringe, for their brilliance which has shattered all the old concepts of comedy. |

## Statistik

### Mehrfache Nominierungen
- 10 Nominierungen: Little Me und Oliver!
- 8 Nominierungen: A Funny Thing Happened on the Way to the Forum
- 6 Nominierungen: Who's Afraid of Virginia Woolf?
- 5 Nominierungen: Stop the World – I Want to Get Off
- 4 Nominierungen: Mother Courage and Her Children und Tchin-Tchin
- 3 Nominierungen: Bravo Giovanni, The Lady of the Camellias, The School for Scandal und A Thousand Clowns
- 2 Nominierungen: The Beauty Part, Beyond the Fringe, Brigadoon, Mr. President, Never Too Late und Tovarich

### Mehrfache Gewinne
- 6 Gewinne: A Funny Thing Happened on the Way to the Forum
- 5 Gewinne: Who's Afraid of Virginia Woolf?
- 3 Gewinne: Oliver!